# Тауер Сити (Пенсилванија)
Тауер Сити (енгл. Tower City) град је у америчкој савезној држави Пенсилванија.

## Демографија
По попису из 2010. године број становника је 1.346, што је 50 (-3,6%) становника мање него 2000. године.
| Група             | 2000.         | 2010.         |
| Белци             | 1.375 (98,5%) | 1.312 (97,5%) |
| Афроамериканци    | 3 (0,2%)      | 4 (0,3%)      |
| Азијати           | 0 (0,0%)      | 1 (0,1%)      |
| Хиспаноамериканци | 12 (0,9%)     | 18 (1,3%)     |
| Укупно            | 1.396         | 1.346         |